# كتائب الشهيد سامي الغول
كتائب الشهيد سامي الغول أحد الأجنحة العسكرية التابعة لحركة التحرير الوطني الفلسطيني (فتح) تأسست مع مطلع الانتفاضة الفلسطينية الثانية تنشط في قطاع غزة وبالأخص في المنطقة الشمالية لقطاع غزة.
وتأسست الكتائب على اسم الشهيد سامي الغول أحد قادة صقور فتح الجناح العسكري لحركة التحرير الوطني الفلسطيني - فتح في الانتفاضة الفلسطينية الأولى والذي استشهد في عام 1993 وولد في مدينة غزة.